# Antonino Pietro Gullotti

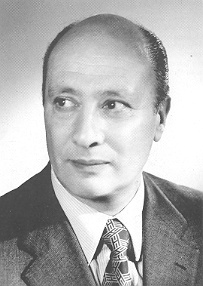
Antonino Pietro Gullotti

Antonino Pietro Gullotti (* 14. Januar 1922 in Ucria, Provinz Messina; † 9. August 1989 in Rom) war ein italienischer Politiker der Democrazia Cristiana (DC), der zwischen 1958 und 1989 Mitglied der Abgeordnetenkammer (Camera dei deputati) war. Er bekleidete mehrere Ministerämter in verschiedenen Regierungen.

## Leben
Gullotti absolvierte nach dem Schulbesuch ein Studium der Rechtswissenschaften und war danach als Rechtsanwalt tätig. Er wurde als Kandidat der Democrazia Cristiana (DC) bei den Wahlen vom 25. Mai 1958 erstmals zum Mitglied der Abgeordnetenkammer (Camera dei deputati) gewählt, der er mehr als 31 Jahre lang bis zu seinem Tode am 9. August 1989 angehörte. Während seiner Parlamentszugehörigkeit war er in der dritten und anfangs der vierten Legislaturperiode von Juni 1958 bis Januar 1965 Mitglied des Ausschusses für Industrie, Handel, Handwerk und Außenhandel. In der vierten und fünften Legislaturperiode war er von Juli 1963 bis Mai 1972 ferner Mitglied des Ausschusses für Verfassungsangelegenheiten, Staatsorganisation, Regionen und allgemeine Ordnung des öffentlichen Dienstes. Während der sechsten und siebten Legislaturperiode gehörte er von Mai 1972 bis Juli 1978 dem Justizausschuss der Abgeordnetenkammer an.
Am 26. Juni 1972 wurde Gullotti von Ministerpräsident Giulio Andreotti in dessen zweites Kabinett als Minister für öffentliche Arbeiten (Ministro dei Lavori Pubblici) erstmals in ein Ministeramt berufen und übte dieses Ministeramt bis zum 7. Juli 1973 aus. Im darauf folgenden vierten und fünften Kabinett Rumor bekleidete er zwischen dem 7. Juli 1973 und dem 23. November 1974 das Amt des Ministers für staatliche Beteiligungen (Ministro delle Partecipazioni Statali). Danach war er im vierten Kabinett Moro vom 23. November 1974 bis zum 12. Februar 1976 Gesundheitsminister (Ministro della Sanità) sowie anschließend im fünften Kabinett Moro und im dritten Kabinett Andreotti zwischen dem 12. Februar 1976 und dem 11. März 1978 erneut Minister für öffentliche Arbeiten. Im vierten Kabinett Andreotti fungierte er vom 11. März 1978 bis zum 20. März 1979 als Minister für Post und Telekommunikation (Ministro delle Poste e Telecomunicazioni). Er war zwischen Juli 1978 und Juni 1979 Mitglied des Ausschusses für öffentliche Arbeiten. Zuletzt war er während der achten, neunten und zehnten Legislaturperiode von Juli 1979 bis zu seinem Tod am 9. August 1989 Mitglied des Justizausschusses der Abgeordnetenkammer.
Zuletzt war Gullotti im ersten und zweiten Kabinett Craxi sowie im sechsten Kabinett Fanfani zwischen dem 4. August 1983 und 28. Juli 1987 Minister für Kulturgüter und Umwelt (Ministro dei Beni Culturali e Ambientali).